# آندرون (فیلم)
آندرون (به انگلیسی: Andron) فیلمی محصول سال ۲۰۱۶ و به کارگردانی فرانچسکو سینکومانی است. در این فیلم بازیگرانی همچون الک بالدوین، دنی گلاور، لئو هاوارد، گیل هارولد، میشله رایان، آنتونیا کمپبل-هیوز و اسکین ایفای نقش کرده‌اند.